# Robert Forster-Larrinaga
Robert Forster-Larrinaga (* 28. Oktober 1879 in Stuttgart; † 2. Juli 1932 in Berlin) war ein deutscher Schauspieler und Regieassistent, der Anfang der 1920er Jahre in einigen Stummfilmen mitwirkte.

## Leben
Forster-Larrinaga war zunächst als Theaterschauspieler tätig und spielte unter anderem die Rolle des „Grafen“ in der Uraufführung von Arthur Schnitzlers Bühnenwerk Reigen am 3. Dezember 1920 im Kleinen Schauspielhaus in Berlin. Die Bühnenmusik, die er dafür komponierte, erschien 1921 im Heiki Verlag Berlin und wurde von namhaften Orchestern der Zeit auf Grammophonplatten gespielt.
Er gab sein Debüt als Filmschauspieler in dem 1920 von Carl Froelich inszenierten Film Die Kwannon von Okadera mit Max Adalbert, Albert Bennefeld und Lil Dagover in den Hauptrollen. Zu den bekannteren Stummfilmen, in denen er mitwirkte, gehörte das Drama Kämpfende Herzen (1921) von Fritz Lang mit Carola Toelle, Hermann Boettcher und Ludwig Hartau. Seine letzte Filmrolle spielte er 1922 in dem ebenfalls von Fritz Lang inszenierten Film Dr. Mabuse, der Spieler an der Seite von Rudolf Klein-Rogge, Aud Egede-Nissen und Gertrude Welcker.
Bei der Uraufführung der Revue Es liegt in der Luft von Mischa Spoliansky und Marcellus Schiffer mit Marlene Dietrich und Margo Lion im Mai 1928 führte er Regie, während das Bühnenbild von Walter Trier sowie Emil Pirchan und die Figurinen sowie Kostüme für Dietrich und Lion von Dodo stammten.
1929 verfasste Robert Forster-Larrinaga mit Géza Herczeg unter dem gemeinsamen Pseudonym „F. L. G. H.“ die Komödie Ja, Peter! 24 Stunden in 3 Akten. An der musikalischen Komödie Ein blonder Traum (1932) von Paul Martin mit Lilian Harvey, Willy Fritsch und Willi Forst arbeitete er als Regieassistent und Dialogregisseur mit. Der Schauspieler, Regisseur, Schriftsteller und Musiker erkrankte währenddessen schwer und starb am 2. Juli 1932 im Alter von 52 Jahren an einer Lungenentzündung.

## Filmografie
- 1920: Die Kwannon von Okadera
- 1921: Kämpfende Herzen
- 1921: Aus dem Schwarzbuch eines Polizeikommissars, 1. Teil – Loge Nr. 11
- 1921: Die Abenteurerin von Monte Carlo
- 1921: Das Geheimnis der sechs Spielkarten, 5. Teil – Herz König
- 1921: Das Geheimnis der sechs Spielkarten, 6. Teil – Herz Dame
- 1922: Dr. Mabuse, der Spieler (2 Teile)
- 1932: Ein blonder Traum

## Theater

### Schauspieler
- 1920: Oscar Wilde: Bunbury (John Worthing) – Regie: ? (Tribüne Berlin)
- 1924: Arthur Schnitzler: Der grüne Kakadu – Regie: ? (Münchner Kammerspiele)
- 1924: Heinrich Mann: Varieté – Regie: ? (Münchner Kammerspiele)

### Regisseur
- 1921: André Picard: Kiki (Kleines Schauspielhaus Berlin)
- 1922: Georges Berr, Louis Verneuil: Beverley (Münchner Kammerspiele)
- 1922: Carl Rössler: Der Stiefel (Münchner Kammerspiele)
- 1922: Harry Kahn: Der Ring (Kleines Schauspielhaus Berlin)
- 1923: Friedrich Hollaender, Felix Hollaender, Arthur Kahane: Die fromme Helene (Staatliches Schauspielhaus Berlin)
- 1927: Russel Medcraft, Norma Mitchell: Lockvögel (Deutsches Theater Berlin – Kammerspiele)
- 1927: Tristan Bernard: Die Perle (Komödie Berlin)
- 1927: Noël Coward: Sünden der Jugend (Deutsches Volkstheater Wien)
- 1928: Georg Kaiser: Oktobertag (Deutsches Theater Berlin – Kammerspiele)
- 1928: Walter Hasenclever: Ehen werden im Himmel geschlossen (Deutsches Theater Berlin – Kammerspiele)
- 1928: W. Somerset Maugham: Finden Sie, dass Constance sich richtig verhält? (Deutsches Theater Berlin – Kammerspiele)
- 1928: Ferenc Molnár: Olympia (Komödie Berlin)
- 1929: Edouard Bourdet: Soeben erschienen (Deutsches Theater Berlin – Kammerspiele)
- 1930: Ferdinand Bruckner: Die Kreatur – Regie: Max Reinhardt (Komödie Berlin)
- 1930: Frederick Lonsdale: Sex Appeal (Deutsches Künstlertheater Berlin)

### Autor
- 1916: Der Floh im Panzerhaus – Regie: Maximilian Sladek (Deutsches Theater Berlin – Kammerspiele)
- 1930: Ja, Peter – Regie: ? (Münchner Kammerspiele)